# Lamin K. Kamara
Lamin K. Kamara (* 7. Januar 1974) ist ein ehemaliger liberianischer Fußballschiedsrichter.

## Karriere
Lamin Kamara begann seine Karriere als Schiedsrichter im August 1993 als Student Referee. Zwei Jahre später schaffte er es ins Referees Operation Gardnerville Sub-Committee und war ab 1996 Junior Referee (Class B). Des Weiteren war er von 1996 bis 1998 Deputy Supervisor im Gardnerville Sub-Committee. Nach nur zwei Jahren als Junior Referee stieg er 1998 zum National Referee (Class A) auf und durfte fortan Spiele in der höchsten liberianischen Fußballliga leiten. Ab diesem Jahr und bis 2001 war er zudem Supervisor im Nimba County Sub-Committee, gefolgt von derselben Position im Jahre 2002 im Central Monrovia Sub-Committee und von 2003 bis 2009 im Gardnerville Sub-Committee. In der Zwischenzeit war er im Jahr 2005 zu einem FIFA-Schiedsrichter aufgestiegen und war als solcher insgesamt sieben Jahre lang im Amt. Als FIFA-Schiedsrichter war er in einer Vielzahl afrikanischer Staaten (darunter Tansania, Nigeria, Benin, Elfenbeinküste, Ägypten, Kenia, Guinea oder Ghana) tätig. In seiner Zeit als FIFA-Schiedsrichter nahm er an neun FIFA/CAF Member Association Courses teil und absolvierte zudem den FIFA Futuro III Instructor Course in der tansanischen Großstadt Daressalam. Im Januar 2010 war er kurzzeitig Chef der liberianischen Schiedsrichter, ehe er von Februar 2010 bis Dezember 2012 an zweite Stelle zurückrutschte und als Vize des liberianischen Chefschiedsrichters als Deputy Chief Referee tätig war. Mit 5. Dezember 2012 übernahm er schließlich das Amt des liberianischen Chefschiedsrichters, das er bis zum Karriereende im Februar 2022 ausübte. Ab 2017 fungierte er zusätzlich als Schiedsrichterausbilder. Sein letztes offizielles Fußballspiel als Schiedsrichter absolvierte Kamara am 6. Februar 2022 als Vierter Offizieller beim liberianischen Erstligaspiel der Saison 2021/22 zwischen den Monrovia Club Breweries und dem Bea Mountain FC.
Nach seinem Karriereende als Schiedsrichter bewarb er sich um das Präsidentenamt bei der Liberia Football Referee Association (LIFRA), in das er in weiterer Folge auch gewählt wurde.